# Астахов Сергій Віконтович
Сергій Віконтович Астахов (прізвище при народженні — Козлов) (нар. 28 травня 1969, Червоний Лиман, Панінського району, Воронезької області, РРФСР, СРСР) — російський актор театру і кіно. Лауреат російської театральної премії «Чайка» (2001). Путініст та українофоб.

## Біографія
Сергій Віконтович Астахов (прізвище при народженні — Козлов) народився 28 травня 1969 року в селі Червоний Лиман Воронезької області в сім'ї військовослужбовця. У 1986 році закінчив середню школу в селищі Монгохто Ванінського району Хабаровського краю.
У 1989 році, після проходження військової служби в лавах Радянської армії (два роки служив в танковій дивізії під Нижнім Новгородом), вступив на акторське відділення Воронезького державного інституту мистецтв, який закінчив в 1995 році .
З 1993 по 1996 роки — актор Воронезького камерного театру.
У 1999 році переїхав з Воронежа до Москви, де, змінивши прізвище на більш благозвучне (дошлюбне прізвище матері) — Астахов, працював в театрах «Et Cetera» та «Сатирикон».
У 2009 році прийняв запрошення художнього керівника Московського драматичного театру імені К. С. Станіславського Олександра Галибіна зіграти роль Гектора в новій постановці «Троянської війни не буде» за п'єсою Жана Жироду. Також грає Роберта в антрепризі «Не будіть сплячого собаку» (за твором англійського драматурга Джона Бойнтона Прістлі), поставленої режисером Ольгою Шведової.
У 2011 році брав участь в реаліті-шоу Першого каналу « Спеціальне завдання» і дійшов до фіналу (4-е місце), за підсумками проєкту нагороджений медаллю «За зміцнення бойової співдружності».
У липні 2014 року знявся в гучному рекламному ролику пива «Сибірська корона» разом з американським актором Девідом Духовни.

## Громадська діяльність
Фігурант бази даних центру «Миротворець». Підтримав російське вторгнення в Україну .

### Особисте життя
У 1989 році, під час навчання в Воронезькому державному інституті мистецтв, познайомився зі своєю майбутньою дружиною Наталією Комардіною. Дітей немає.
Друга дружина — Вікторія Адельфіна. У Сергія і Вікторії є дочка Марія (нар.. 1998). Подружжя розлучилося в 2011 році.

## Творчість

### Ролі в театрі
- «Підступність і кохання» — трагедія Ф. Шиллера (режисер — Михайло Бичков) — Фердинанд (дебют)
- «Береніка» — Жан Батист Расін — Тит, римський імператор
- «Сторож» — Гарольд Пінтер (режисер — Михайло Бичков) — Мік
- «Персона» — І. Бергман (режисер — Михайло Бичков) — пан Фоглер
- «Jamais» (режисер — Михайло Бичков) —
- «Провінційні анекдоти» — Олександр Вампілов — п'яниця-постачальник
- «Маскарад» — М. Лермонтов — Звездич
- «Борис Годунов» — Олександр Пушкін (режисер — Д. Доннеллан) — князь Воротинський / Григорій Отреп'єв
- «Венеціанський купець» (режисер — Роберт Стуруа) — Граціано
- «Гедда Габлер» за однойменною п'єсою Генріка Ібсена —
- «Нірвана» (режисер — Юрій Гримов) — Драг (Наркотик)
- «Троянської війни не буде» (режисер — Олександр Галибін) — Гектор
- «39 сходинок» (оригінальна концепція С. Корбла і Н. Даймона) — Річард Хенней
- «Не будіть сплячого собаку» — за п'єсою Дж. Прістлі (режисер — Ольга Шведова) — Роберт / Стентон
- «Уроки кохання» — лірична комедія (режисер — Валерій Саркісов) — Заломов Іван Іванович

## Фільмографія
- 2001 — З днем народження, Лоло! —  Бім, кілер
- 2001 — Клітка —  Кирило
- 2002 — Льодовиковий період —  адвокат Астангов
- 2002 — Сонячний удар —  капітан Батуєв
- 2003 — Адвокат —  Юрій Шевцов, колишній партнер Зіміна
- 2003 — Бідна Настя —  Шишкін, помічник директора імператорського театру
- 2003 — Четверте бажання
- 2003 — Оперативний псевдонім —  Рінат
- 2003 — На розі, у Патріарших 3 —  Чечель
- 2003 — Москва. Центральний округ —  Олег Соболевський, естрадний співак
- 2003 — П'ятий Ангел —  рекетир
- 2003 — Гра в модерн
- 2003 — Є ідея —  Олег
- 2003 — Інше життя —  Сергій
- 2003 — Убивча сила-5 (серія «Аномальна зона») —  Данила Круглов
- 2004 — Честь маю —  Дилєв
- 2004 — Сліпий —  Циган
- 2004 — Попіл Фенікса —  Малінін
- 2004 — Молоді й щасливі —  Герман, коханець Анни
- 2004 — Любовні авантюри —  Ренардьо
- 2004 — Червона площа —  Борис Бурятський, соліст Великого театру, коханець Галини Брежнєвої
- 2004 — Діти Арбата —  Тухачевський
- 2004 — Даша Васильєва 3 —  Віталій Орлов
- 2004 — Віола Тараканова. У світі злочинних пристрастей —  Федір Караулов, він же Ярослав Рюриків
- 2004 — Злодії та проститутки —  революціонер
- 2004 — Бальзаківський вік, або Всі чоловіки сво... —  Юрій, контррозвідник
- 2004 — 32 грудня —  Чук
- 2005 — Чорна богиня —  слідчий Михайло Вердер
- 2005 — Хіромант —  Віктор Сергійович Стогів, бізнесмен
- 2005 — Туристи —  Артур
- 2005 — Втеча —  Соболєв
- 2005 — Полювання на ізюбра —  Брелер
- 2005 — Шахраї —  колишній чоловік Наталії
- 2005 — Єсенін —  Шнейдер
- 2005 — Дев'ять невідомих —  Тімочкін, претендент на роботу в банку
- 2005 — Загибель імперії —  Каревскій
- 2005 — Отаман —  капітан Негрет
- 2006 — Спокуса —  Андрій, чоловік Ольги
- 2006 — Сестри по крові —  Сергій, заступник директора «Суперники»
- 2006 — Розсмішити Бога —  Стас, чоловік Світлани
- 2006 — Петя Чудовий —  Родіон Стрілецький
- 2006 — Острог. Справа Федора Сеченова —  слідчий Ступін
- 2006 — Любов і страхи Марії —  лікар-психоаналітик
- 2006 — Іван Подушкін. Джентльмен розшуку —  Фома витівника, телеведучий
- 2006 — Таємна варта —  Роман
- 2006 — Завжди говори «Завжди» 3 —  Олексій
- 2006 — Дівчатка
- 2006 — Бомж —  Ілля Якименко, адвокат
- 2007 — Суджений-ряджений —  Едуард Юрійович Гусаров
- 2007 — Одна любов на мільйон —  Ларрі
- 2007 — На шляху до серця —  Сивий
- 2007 — Корольов —  Сергій Павлович Корольов
- 2007 — Інше
- 2007 —  2010 — Даїшники —  Сергій Володимирович Лавров, капітан ГІБДД, колишній майор спецпідрозділу при МВС
- 2008 — Трюкачі —  олігарх
- 2008 — Репортери —  Граубе, адвокат
- 2008 — Парижани —  Вєтров
- 2008 — Парадокс —  пілот
- 2008 — Новорічна засідка —  Андрій Воронін, капітан міліції, похмурий опер
- 2008 — Непереможний —  Михайло Шерінг
- 2008 — 45 см —  Антон Вагнер
- 2008 — Шалений Ангел —  Владислав Мощенко, чоловік Валентини
- 2008 — Птах щастя —  Андрій Хникін
- 2008 — Почати спочатку. Марта —  Сергій
- 2009 — Крижана пристрасть —  Віктор, начальник охорони бізнесмена
- 2009 — Снігова людина —  Георгій Неволін
- 2009 — Вердикт —  Борис Анатолійович Лудова, обвинувачений
- 2009 — Червоне на білому
- 2009 — Принцеса і жебрачка —  Віталій Сенцов
- 2009 — Хрест в колі —  барон Ліпгардт
- 2009 — Втеча з «Нового життя» —  Михайло
- 2010 — Була любов —  Олег, чиновник, батько Жені
- 2010 — Енігма —  Сергій Авдєєв, металургійний магнат
- 2010 — Я тебе ніколи не забуду —  Григорій Іванович Жилін
- 2010 — Застиглі депеші —  Віталій Миколайович Єрмолов, підполковник відділу Служби фінансової безпеки
- 2011 — А щастя десь поряд —  Матвій Вікторович Вольський, керівник клубу бальних танців
- 2011 — Контригра —  Олаф фон Либенфельс, штурмбанфюрер СС
- 2011 — Наречений по оголошенню —  Павло Слівце
- 2011 — Будинок на краю —  Андрій, колишній чоловік Анни
- 2012 — Щасливий квиток —  Петро Галімін
- 2012 — Ой, ма-моч-ки! —  Михайло Сергаков, кінозірка
- 2012 — У Росії по любов! —  Володимир, чоловік Марії
- 2012 — Мій улюблений геній —  Денис Євгенович Шмаков
- 2012 — Таємниці інституту шляхетних дівчат —  Володимир Воронцов, граф[1]
- 2012 — Білий мавр, або Інтимні історії про моїх сусідів —  Сергій Бодров, адвокат
- 2013 — Там, де є щастя для мене —  Сергій, чоловік Надії
- 2013 — Петля часу —  Володимир Сергійович Воронцов
- 2013 — Вероніка. Втікачка —  Віктор
- 2013 — Вбивство на 100 мільйонів —  Антон, член мафіозного угрупування
- 2014 — Куда уходить любов —  Стас, бізнесмен, чоловік Наталії
- 2014 — Ти мене любиш? —  Федір Михайлович Капіца, прокурор
- 2014 — На глибині —  Андрій Миколайович Дорін
- 2014 — Косатка —  Макс Круглов, майор, начальник оперативного відділу поліції
- 2014 — Дорога додому —  Данила Тарасов, старший лейтенант МНС Росії
- 2015 — В ім'я любові —  Влад, компаньйон Андрія
- 2015 — Стурбовані, або Любов зла —  Дмитро, актор телесеріалу «Озеро любові»
- 2015 — Тимчасово недоступний —  Олександр Козирєв, співмешканець Валерії Івлєва
- 2016 — Син мого батька —  Борис Аркадійович Романов, нейрохірург з Москви, заступник головного лікаря клініки в Озерське, брат Гліба
- 2016 — Джинн —  Юрій Скороходов, колега Віри Демидової
- 2017 — Максимальний удар —  співробітник ФСБ
- 2017 — Чарівник —  Юрій Ільїн, актор
- 2018 — За гранню реальності —  Віктор, власник казино
- 2018 — Обірвана мелодія —  Алік (Давид), гравець в покер
- 2019 — Оксамитовий сезон —  Едуард Вікторович, друг сім'ї Зарецьких, наречений Марії Зарецький, кандидат на посаду губернатора
- 2019 — Випадковий кадр —  Михайло Пилипович Кустас, продюсер
- 2020 — Під напругою —  Андрій Воскові, клінічний психолог
- 2021 — Дівчата з Макаровим —  Віталій Леонідович Саламатін, полковник поліції, начальник РОВД «Бутово»

## Визнання і нагороди
- 2001 — лауреат російської театральної премії «Чайка» в номінації «Фатальний чоловік» — за роль у виставі «Геда Габлер» на сцені Театру «Сатирикон» імені Аркадія Райкіна[5].
- 2007 — приз глядацьких симпатій XV Міжнародного фестивалю акторів кіно «Сузір'я» (Твер) Гільдії акторів кіно Росії — за роль Сергія Павловича Корольова в біографічному фільмі «Корольов» режисера Юрія Кари[6].